# Tuula Haatainen
Tuula Haatainen (ur. 11 lutego 1960 w Tuusniemi) – fińska polityk i działaczka samorządowa, posłanka do Eduskunty, w latach 2003–2007 i 2019–2023 minister.

## Życiorys
W 1978 ukończyła szkołę średnią w Kuopio. W 1981 została absolwentką szkoły pielęgniarskiej w tym samym mieście, a w 1994 uzyskała magisterium z nauk społecznych na Uniwersytecie Helsińskim. Pracowała jako pielęgniarka i w instytucji ubezpieczeniowej. Zaangażowała się w działalność polityczną w ramach Socjaldemokratycznej Partii Finlandii, w latach 1989–1996 była sekretarzem generalnym kobiecej organizacji działającej przy tym ugrupowaniu. Od 1990 do 1993 pełniła także funkcję wiceprzewodniczącej Socialist International Women.
W 1996 po raz pierwszy objęła mandat posłanki do Eduskunty, zasiadając w niej do 2007. Od czerwca 2003 do września 2005 była ministrem edukacji w rządzie Mattiego Vanhanena, następnie w tym samym gabinecie objęła stanowisko ministra spraw społecznych i zdrowia. Resortem tym kierowała do kwietnia 2007. W tym samym roku objęła stanowisko zastępcy burmistrz Helsinek. W 2011 ubiegała się o partyjną rekomendację w wyborach prezydenckich, przegrywając jednak prawybory z Paavem Lipponenem. W wyborach w 2015, 2019 i 2023 Tuula Haatainen ponownie była wybierana do Eduskunty.
W 2018 była kandydatką socjaldemokratów w wyborach prezydenckich. W pierwszej turze głosowania otrzymała 3,3% głosów, zajmując 6. miejsce wśród 8 kandydatów. W grudniu 2019 powróciła na funkcję ministra, w gabinecie Sanny Marin objęła stanowisko ministra pracy. Urząd ten sprawowała do czerwca 2023.